# Dezső Szabó
Deszó Szabó (Budapest, Hungría, 4 de septiembre de 1967) es un atleta húngaro retirado especializado en la prueba de decatlón, en la que ha conseguido ser subcampeón europeo en 1990.

## Carrera deportiva
En el Campeonato Europeo de Atletismo de 1990 ganó la medalla de plata en la competición de decatlón, con un total de 8436 puntos, siendo superado por el francés Christian Plaziat y por delante del alemán Christian Schenk (bronce con 8433 puntos).